# Istituto Trudeau
L'Istituto Trudeau, sito presso il Lago Saranac, New York, fu fondato dal Dott. Edward Livingston Trudeau nel 1884 per la ricerca e il trattamento della Tubercolosi.
Trudeau studiò medicina dopo la morte per tubercolosi di suo fratello maggiore. A lui stesso venne diagnosticata la malattia nel 1873. Seguendo il modo di pensare di quei tempi i suoi medici e amici consigliavano come cura luoghi con climi particolari.
Egli andò a vivere nelle Montagne Adirondack, inizialmente nel Paul Smith's Hotel, cercando di vivere il più possibile all'aperto; così egli riguadagnò la salute perduta. Nel 1876 egli si trasferì presso il villaggio Lago Saranac, New York e stabilì una pratica medica tra gli sportivi, guide  e nei boschi della regione.
Nel 1882, Trudeau lesse che in Prussia il Dott.Hermann Brehmer aveva curato la Tubercolosi con la cura del riposo, aria pura e fresca della montagna. Seguendo questo esempio Trudeau creò l'Adirondack Cottage Sanitarium, con l'aiuto di diversi ricchi uomini d'affari che egli aveva conosciuto nel Paul Smith's Hotel. Nel 1884, dopo che un incendio aveva distrutto il suo piccolo laboratorio, Trudeau organizzò il laboratorio di Saranak per lo studio della Tubercolosi, il primo laboratorio negli USA  per lo studio della Tubercolosi.  Quando nuovi medicinali divennero disponibili nel 1950 per trattare la malattia, l'Istituto divenne un'organizzazione indipendente e nonprofit a livello mondiale per ricerche mediche.
Oggi l'Istituto Trudeau  porta avanti ricerche di Biomedicina per identificare processi usati dal Sistema immunitario per combattere i Virus come quelli dell'Influenza e Tubercolosi, Parassiti e Cancerogeni, di modo che terapie possano essere sviluppate per combattere le più pericolose malattie.
L'Istituto Truedau impiega 39 ricercatori a pieno tempo e uno staff di 21 persone di supporto, Nel 2006 Ha ricevuto $11.7 milioni di fondi federali.